# Szorstkowiec takil
Szorstkowiec takil (Trachycarpus takil) – gatunek drzewa z rodziny arekowatych (palm). Pochodzi ze stanu Uttarakhand w północnych Indiach. Występuje w ich naturalnym środowisku w wysokich górach, rosnąc między 2200 i 2800 m n.p.m. i tolerując temperatury do -10 °C. Gatunek uważany jest za najbardziej odporny ze wszystkich gatunków szorstkowca. Posiada sztywniejsze liście (od spodu srebrzyste) od szorskowca Fortunego. Włókna i kształt liści są podobne do gatunków: T. princeps, T. manipur i T. oreophilus.
Po raz pierwszy palma takil została odkryta przez pasjonata botaniki o nazwisku Madden, pułkownika armii brytyjskiej stacjonującej w Himalajach w 1840 roku, który opisał ją jako Trachycarpus martianus.